# Epitonium simplex
Epitonium simplex is een slakkensoort uit de familie van de Epitoniidae. De wetenschappelijke naam van de soort is voor het eerst geldig gepubliceerd in 1894 door Sowerby III.